# Ксанроф, Леон
Леон Ксанроф (фр. Léon Xanrof; 9 декабря 1867, Париж — 17 мая 1953, Париж) — французский поэт-песенник, драматург, писатель

-юморист

, актёр мюзик-холла, шансонье. Настоящие имя и фамилия — Леон Альфред Фурно.
По образованию юрист. Сотрудничал с газетами и журналами, вёл судебную колонку в La Lanterne, в течение двух лет — колонку «За кулисами» для журнала Gil Blas.
Выступал как шансонье в парижском кабаре «Чёрный кот», где исполнял собственные песни. Его песни пела также Иветта Гильбер.
Придумал сценическое имя и использовал псевдоним Ксанроф (Xanrof) путём замены своей французской фамилии Fourneau на латинское слово Fornax (Форнакс), произносящееся задом наперёд.
C 1930 года был членом Академии юмора.
Автор стихов, текстов песен, юмористических рассказов, комедийных пьес, оперетт.
Похоронен на кладбище Монмартр.

## Избранные произведения
Проза
- Укрощение строптивого (Дешевая юмористическая библиотека «Сатирикона» , 1912).
- Незаслуженный упрек.
- Как надо отдавать честь.
- Хорошего аппетита.
- Здоровье Жозефа.
- Верный сторож.
- Дружба начальства — благословение божие

Пьесы
- Chez le peintre, одноактный фарс, 1888
- Ohé, l’amour !, ревю в 2 актах, 1896
- Madame Putiphar, оперетта, 1897
- Pour être aimée, комедия, 1901
- Le Prince consort, комедия, 1903
- Son premier voyage, комедия, 1905
- Un coup de foudre, водевиль, 1908
- Rève de valse, оперетта, 1910

Автор сценария фильма «Праздник Маргариты» (1911).